# جان کریاکو

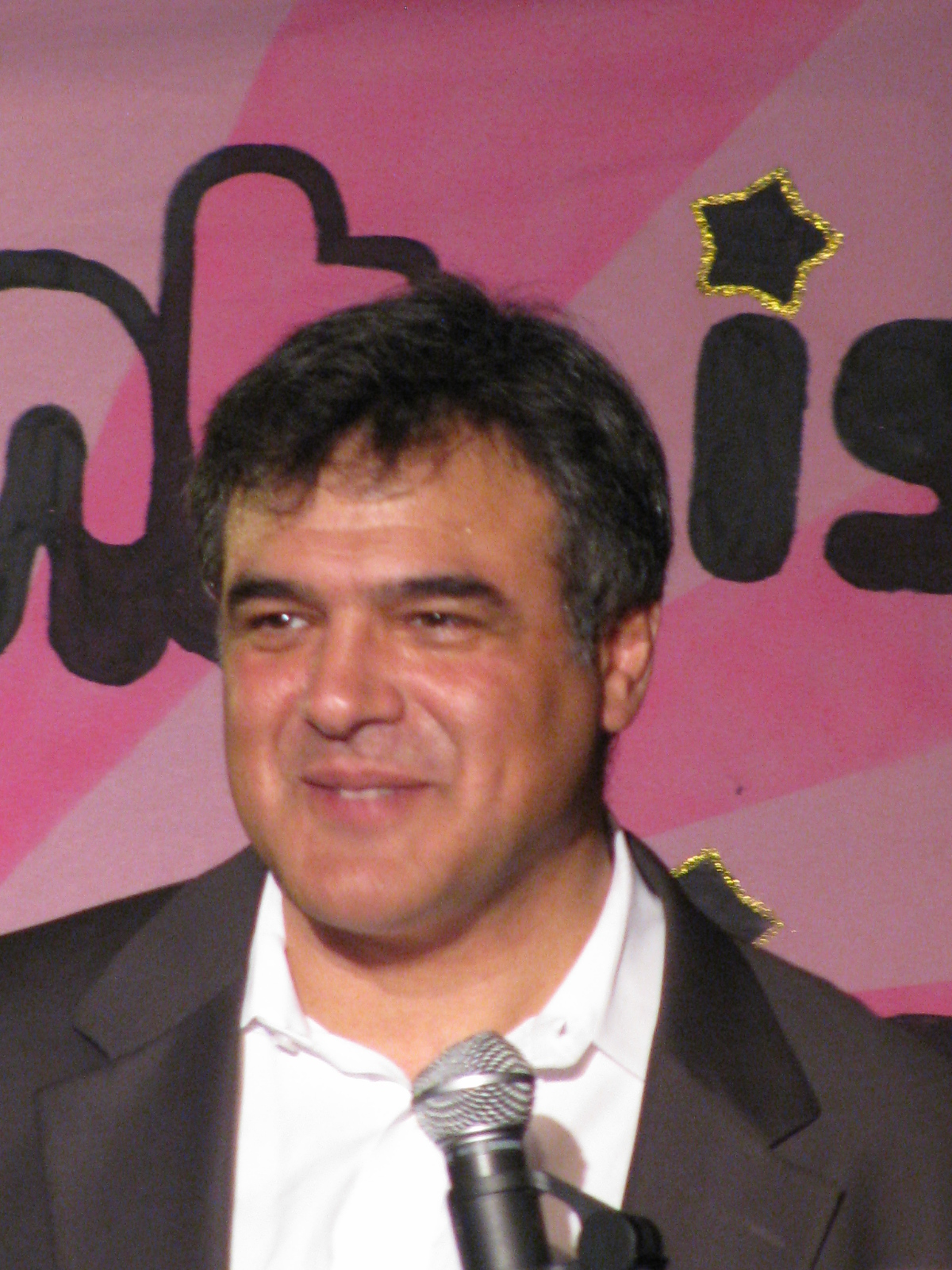

جان کریاکو (انگلیسی: John Kiriakou؛ زادهٔ ۱۹۶۴) یک تجزیه و تحلیل اطلاعات، ضد تروریسم، و نویسنده اهل ایالات متحده آمریکا است. او اولین فردی از اعضای دولت آمریکا بود که القای حس غرق‌شدن را بر روی زندانیان القاعده تایید و افشا کرد. او هم اکنون به خاطر افشای نام یکی از همکارانش به تحمل دو سال و نیم زندان محکوم شده است و در حال گذرندان دوران محکومیت خود است.